# Grand Prix van Buenos Aires II 1949
De Grand Prix van Buenos Aires II 1949 was een autorace die werd gehouden op 6 februari 1949 op het Parco Palermo in Palermo.

## Uitslag
| Positie | Rijder             | Team       | Ronden | Tijd/Opgave | Startplaats |
| ------- | ------------------ | ---------- | ------ | ----------- | ----------- |
| 1       | Oscar Galvez       | Alfa Romeo | 30     | 1:31.04     |             |
| 2       | Juan Manuel Fangio | Maserati   | 28     | + 2 Rondes  | 2           |
| 3       | Eitel Cantoni      | Maserati   | 27     | + 3 Rondes  |             |
| 4       | Adriano Malusardi  | Maserati   | 27     | + 3 Rondes  |             |
| 5       | Prince Bira        | Maserati   | 27     | + 3 Rondes  | 4           |
| NF      | Alberto Ascari     | Maserati   | 25     | Motor       | 3           |
| NF      | Luigi Villoresi    | Maserati   | 11     | Carburateur | 1           |
| NF      | Giuseppe Farina    | Ferrari    | 10     | Ongeluk     |             |
| NF      | Reg Parnell        | Maserati   | 10     | Radiator    |             |
| NF      | Benedicto Campos   | Maserati   | 3      | Oliepijp    |             |